# 슬로베니아 의회
슬로베니아 의회(슬로베니아어: Slovenski parlament)는 슬로베니아의 입법부이다. 상원인 국민평의회, 하원인 국민의회로 구성되어 있다.